# Ricardo Michel Vázquez
Ricardo Michel Vázquez Gallien (* 15. Mai 1990 in Guadalajara, Jalisco) ist ein mexikanischer Fußballspieler auf der Position eines Stürmers. Er begann seine Laufbahn beim CD Guadalajara, für den er sein Debüt in der mexikanischen Primera División am 17. April 2010 in einem Stadtderby gegen den Club Atlas gab, das mit 0:2 verloren wurde. Bei seinem dritten Einsatz kam er in einem Spiel der Copa Libertadores gegen den paraguayischen Club Libertad zum Einsatz, in dem er seinen ersten Treffer als Profi erzielte.
Ab Mitte 2011 gehörte er nicht mehr zum Kader der ersten Mannschaft des CD Guadalajara. Er wurde mehrfach an andere Vereine ausgeliehen und schließlich verkauft. In der Saison 2015/16 spielte er noch einmal auf Leihbasis für den CD Guadalajara, mit dem er in der Apertura 2015 den mexikanischen Pokalwettbewerb gewann.